# Caro (Morbihan)
Caro é uma comuna francesa na região administrativa da Bretanha, no departamento de Morbihan. Estende-se por uma área de 37,74 km². Em 2010 a comuna tinha 1 178 habitantes (densidade: 31,2 hab./km²).